# Rumäniens damlandslag i fotboll
Rumäniens damlandslag i fotboll representerar Rumänien i fotboll på damsidan. Laget har ännu aldrig kvalat in till EM, VM eller OS. Laget spelade sin första match den 10 september 1990 då de hemmaslog Moldavien med 4–1. Laget debutarade i kvalet till EM 1993.

## Laguppställning
| Nr | Pos. | Namn                  | Födelsedatum (ålder) | Matcher | Mål |          | Klubb                    |
| -- | ---- | --------------------- | -------------------- | ------- | --- | -------- | ------------------------ |
|    | MV   | Mirela Ganea          | 14 januari 1986      | 22      | 0   | Rumänien | Olimpia Cluj             |
|    | MV   | Andrea Părăluţă       | 27 november 1994     | 5       | 0   | Rumänien | ASA 2013 Targu-Mures     |
|    | MV   | Iulia Niculescu       | 6 februari 1996      | 0       | 0   | Rumänien | FAIR-PLAY Bucuresti      |
|    |      |                       |                      |         |     |          |                          |
|    | F    | Ioana Bortan          | 23 januari 1989      | 16      | 1   | Rumänien | Olimpia Cluj             |
|    | F    | Andreea Corduneanu    | 26 juni 1995         | 5       | 0   | Rumänien | Olimpia Cluj             |
|    | F    | Maria Ficzay          | 8 november 1991      | 19      | 1   | Rumänien | Olimpia Cluj             |
|    | F    | Adina Sabina Giurgiu  | 17 augusti 1994      | 1       | 0   | Rumänien | Olimpia Cluj             |
|    | F    | Corina Olar           | 27 augusti 1984      | 32      | 1   | Rumänien | Olimpia Cluj             |
|    | F    | Monika Sinka          | 12 oktober 1989      | 8       | 0   | Italien  | Riviera di Romagna       |
|    |      |                       |                      |         |     |          |                          |
|    | MF   | Nicoleta Deca         | 2 juli 1995          | 0       | 0   | Rumänien | Universitatea Alexandria |
|    | MF   | Olga Iordachiusi      | 26 november 1988     | 1       | 0   | Rumänien | REAL Craiova             |
|    | MF   | Alexandra Iuşan       | 8 oktober 1987       | 21      | 0   | Rumänien | Olimpia Cluj             |
|    | MF   | Raluca Sârghe         | 24 juli 1987         | 26      | 3   | Turkiet  | Konak Belediyespor       |
|    | MF   | Ana Marie Stanciu     | 6 juli 1987          | 1       | 0   | Rumänien | REAL Craiova             |
|    | MF   | Ştefania Vătafu       | 12 juli 1993         | 14      | 2   | Rumänien | Olimpia Cluj             |
|    | MF   | Andreea Voicu         | 16 januari 1996      | 6       | 0   | Rumänien | Olimpia Cluj             |
|    |      |                       |                      |         |     |          |                          |
|    | A    | Mara Anca Bâtea       | 12 april 1995        | 3       | 0   | Rumänien | Olimpia Cluj             |
|    | A    | Cosmina Anișoara Dușa | 4 mars 1990          | 19      | 15  | Turkiet  | Konak Belediyespor       |
|    | A    | Alexandra Lunca       | 22 augusti 1995      | 7       | 0   | Rumänien | Olimpia Cluj             |
|    | A    | Florentina Spânu-Olar | 6 augusti 1986       | 38      | 16  | Danmark  | Fortuna Hjørring         |
|    | A    | Laura Roxana Rus      | 1 oktober 1987       | 26      | 13  | Sydkorea | Suwon                    |